# Itaguaçu (Florianópolis)
Itaguaçu é um bairro nobre do município de Florianópolis, no estado de Santa Catarina, no Brasil. Está situado na porção continental do município, ao sul, entre os bairros de Coqueiros e Bom Abrigo e a Baía Sul. O nome Itaguaçu é de origem tupi e quer dizer "pedra grande", pela junção de itá (pedra) e gûasu (grande). O nome é uma referência a interessantes formações de granito à beira da praia de Itaguaçu e em meio ao mar da Baía Sul, havendo mesmo uma lenda que conta de bruxas que teriam sido petrificadas, dando origem às pedras, uma das quais parece ter um chapéu. Também há um conjunto de 6 pedras que formam um tipo de um círculo com uma sétima pedra no meio (alusão a ritual satânico).
Existem pequenas praias urbanizadas nas quais alguns bares e restaurantes são especialmente agradáveis pela vista que se descortina, o que faz com que haja um bom movimento. Na praia, há um deque de madeira. Infelizmente, a balneabilidade destas praias não é recomendável, devido à poluição, pois, embora haja rede de esgotos na região, ela não atende a contento, havendo muitas ligações clandestinas às galerias de águas pluviais.